# Allochernes tripolitanus
Espèce
Allochernes tripolitanus est une espèce de pseudoscorpions de la famille des Chernetidae.

## Distribution
Cette espèce est endémique de Libye. Elle se rencontre vers Misrata.

## Étymologie
Son nom d'espèce lui a été donné en référence au lieu de sa découverte, la Tripolitaine.

## Publication originale
- Beier, 1954 : Einige neue Pseudoscorpione aus dem Genueser Museum. Annali del Museo Civico di Storia Naturale di Genova, vol. 66, p. 324-330.